# Gordon Glacier
Gordon Glacier är en glaciär i Antarktis. Den ligger i Östantarktis. Argentina och Storbritannien gör anspråk på området. Gordon Glacier ligger 1 097 meter över havet.
Terrängen runt Gordon Glacier är lite kuperad, och sluttar norrut. Trakten är obefolkad. Det finns inga samhällen i närheten. 